# 刘光慧
刘光慧（？—），男，中国衰老和再生医学家，中国科学院动物研究所研究员。中国医学科学院学术咨询委员会学部委员。